# 소닉 컴필레이션
《소닉 컴필레이션》 또는 《소닉 클래식 3 in 1》은 1995년 일본에 출시된 소닉 더 헤지호그 (16비트), 소닉 더 헤지호그 2 (16비트), 민 빈 머신을 모은 게임이다. 이는 메가 드라이브의 마지막 게임이기도 하다.
소닉&너클즈를 연결할 시 소닉 2와는 호환이 되지 않고 보너스 스테이지의 한 부분만을 체험할 수 있다.